# Microsporum canis
Microsporum canis E. Bodin ex Guég – gatunek dermatofitycznego grzyba zaliczany do rzędu Onygenales. Wywołuje u ludzi i zwierząt grzybicę skóry owłosionej głowy.

## Systematyka i nazewnictwo
Pozycja w klasyfikacji według Index Fungorum: Microsporium, Arthrodermataceae, Onygenales, Eurotiomycetidae, Eurotiomycetes, Pezizomycotina, Ascomycota, Fungi.
Po raz pierwszy opisali go w 1902 r. E. Bodin i Fernand Pierre Joseph Guéguen. Synonimy nazwy naukowej:
- Microsporum canis var. album Cutsem, Gerven 1985
- Microsporum canis E. Bodin ex Guég. 1902 var. canis
- Microsporum canis var. pulverulentum Rivalier & Badillet 1969
- Sabouraudites canis (E. Bodin ex Guég.) Langeron 1945

## Morfologia
Kolonie są płaskie, białe do kremowych, z gęsto kosmatą powierzchnią, na której mogą być widoczne promieniste bruzdy. W koloniach zwykle obecny jest pigment o barwie od jasno złotożółtej do brązowawożółtej, jednak mogą również występować niepigmentowane szczepy. Makrokonidia są zazwyczaj wrzecionowate, z 5–15 komórkami, brodawkowate i grubościenne. Osiągają wymiary 35–110 × 12–25 µm.